# Yên Lộc, Kim Sơn
Yên Lộc là một xã thuộc huyện Kim Sơn, tỉnh Ninh Bình, Việt Nam.

## Địa lý
Xã Yên Lộc nằm cách trung tâm thành phố Hoa Lư 30 km, có vị trí địa lý:
- Phía đông giáp xã Tân Thành
- Phía tây giáp xã  Lai Thành
- Phía nam giáp xã Định Hóa
- Phía bắc giáp huyện Yên Mô.

Xã Yên Lộc có diện tích 7,13 km², dân số năm 2022 là 8.876 người, mật độ dân số đạt 1.244 người/km².
Xã này nằm trên quốc lộ 10 đồng thời có quốc lộ 12B (Tỉnh lộ 481 cũ) nối từ Quốc lộ 10 tại cầu Tuy Lộc qua Yên Lộc – Định Hóa – Văn Hải – Cồn Thoi – Bình Minh – Kim Đông tới Đê Bình Minh 2.
Xã Yên Lộc có sông Cà Mau chảy từ xã Yên Nhân, huyện Yên Mô đến xã Kim Mỹ, huyện Kim Sơn xuyên qua.

## Lịch sử
Đây là một xã thuộc vùng đồng bằng, có lịch sử hình thành từ việc khai mở đất hoang ven biển cùng với huyện Kim Sơn năm 1829.
Ngày 22 tháng 7 năm 1964, Bộ Nội vụ ban hành Quyết định số 199/QĐ-NV về việc đổi tên xã Trưng Nhị thành xã Yên Lộc.

## Kinh tế
Chợ Yên Lộc tại xóm 7 là một trong 11 chợ trên địa bàn Kim Sơn trong danh sách các chợ loại 1, 2, 3 ở Ninh Bình.